# Per Sempre (пісня Ніни Дзіллі)
«Per Sempre» (укр. Назавжди) — пісня італійської співачки Ніни Дзіллі якою вона повинна була б представляти Італію на пісенному конкурсі Євробачення 2012 в Баку., однак пізніше було прийняте рішення змінити пісню на «L'amore è femmina».